# Merosargus atriannulatus
Merosargus atriannulatus är en tvåvingeart som beskrevs av Mcfadden 1971. Merosargus atriannulatus ingår i släktet Merosargus och familjen vapenflugor. Inga underarter finns listade i Catalogue of Life.